# Silk Way Airlines
A Silk Way Airlines é uma companhia aérea de carga privada do Azerbaijão com sede e operações de voo no Aeroporto Internacional Heydar Aliyev em Baku. Ela opera serviços ligando a Europa e Ásia, Estados Unidos e África, bem como serviços para organizações governamentais e não governamentais.

## História
A empresa foi fundada em 2001 e iniciou voos comerciais em 6 de outubro de 2001. No início de 2015, um contrato estava sendo negociado para mais 3 cargueiros Boeing 747-8. Em maio de 2015, a companhia aérea foi anunciada como o cliente lançador do Antonov An-178 após fazer um pedido de 10 aeronaves. Em 2017, a empresa assinou a compra de mais 10 aeronaves Boeing 737 MAX com custo total de $ 1B.

### Carga e munições, transporte de ajuda humanitária
Em julho de 2017, uma investigação  pelo principal jornal diário búlgaro Trud, que tem uma reputação de reportar crimes investigativos, relatou que a Silk Way Airlines explorou uma lacuna nas regulamentações internacionais da aviação e transporte para oferecer voos a fabricantes de armas e empresas privadas - com grande parte da carga indo para zonas de conflito, incluindo Ásia Central e África. No entanto, o transporte de carga militar em aeronaves civis é fortemente regulamentado pela Organização da Aviação Civil Internacional (ICAO). Portanto, a Silk Way Airlines solicitou isenção diplomática da aeronave e da carga (por exemplo, voos charter diplomáticos), por meio de agências locais para transportar armas pesadas, munições e fósforo branco, em apoio às operações militares dos EUA, para várias zonas de guerra desafiadoras.
Os documentos publicados incluíam correspondência entre o Ministério das Relações Exteriores da Bulgária e a Embaixada do Azerbaijão na Bulgária com documentos anexados para negócios de armas e autorização diplomática para sobrevoo e/ou desembarque na Bulgária e em muitos outros países europeus, Estados Unidos, Arábia Saudita, Emirados Árabes Unidos, Turquia. Os documentos revelaram que os fabricantes americanos de armas enviaram mais de US $ 1 bilhão em armas por meio da Silk Way Airlines, e os subcontratados corporativos incluíam a ″Purple Shovel LLC″ com sede em Sterling, Virgínia. O veículo subcontratado do Departamento de Defesa dos EUA ″Culmen International LLC″ com sede em Alexandria, e a empresa de aquisição de armas e defesa ″Chemring Military Products″ com sede em Perry, Flórida. Quando a Silk Way Airlines não tinha aviões disponíveis o suficiente, os jatos da Força Aérea do Azerbaijão transportariam os carregamentos militares. Na investigação, o repórter acusou autoridades responsáveis de muitos países (por exemplo Bulgária, República Tcheca, Hungria, Israel, Polônia, Romênia, Sérvia, Eslováquia, Turquia, bem como os militares da Arábia Saudita, Emirados Árabes Unidos, as forças militares da Alemanha e Dinamarca no Afeganistão, da Suécia no Iraque e os EUA O Comando de Operações Especiais (USSOCOM) de supostamente “fechar os olhos e permitir voos diplomáticos para o transporte de toneladas de armas, realizado por aeronaves civis [sic] para necessidades militares”.
O Ministério das Relações Exteriores do Azerbaijão classificou como enganosa as informações da mídia búlgara sobre o transporte de armas pela "Silk Way", sob a capa de imunidade diplomática. A Embaixada do Azerbaijão na Bulgária também negou essas suposições como irracionais.
Em 2018, a Silk Way Airlines respondeu formalmente às alegações do jornalista Trud, afirmando que a empresa havia conduzido legalmente os voos em nome do governo dos Estados Unidos e seguido os protocolos e regulamentos estabelecidos da Organização da Aviação Civil Internacional (ICAO), além de operar em conformidade com os requisitos do DOD.
A jornalista responsável pelas denúncias, Dilyana Gaytandzhieva, foi demitida da publicação. No entanto, Trud ainda não acrescentou quaisquer esclarecimentos ou retirou o artigo em questão. A subsidiária da Silk Way Airlines, Silk Way West Airlines, apóia a ONG alemã 'Wings of Help' transportando suprimentos de ajuda para o norte do Iraque, ajudando mais de 23.000 crianças.
Em 2020, foi alegado novamente que a Silk Way Airlines estava transportando armas de fabricação israelense do Aeroporto Ovda em Eilat, Israel para o Azerbaijão, em nome das forças armadas do Azerbaijão durante o conflito de Nagorno-Karabakh em 2020. Especulou-se que Israel vendeu armamento avançado para o Azerbaijão em operações contra as forças armênias e que a Silk Way Airlines foi contratada para transportar os pedidos.

## Frota

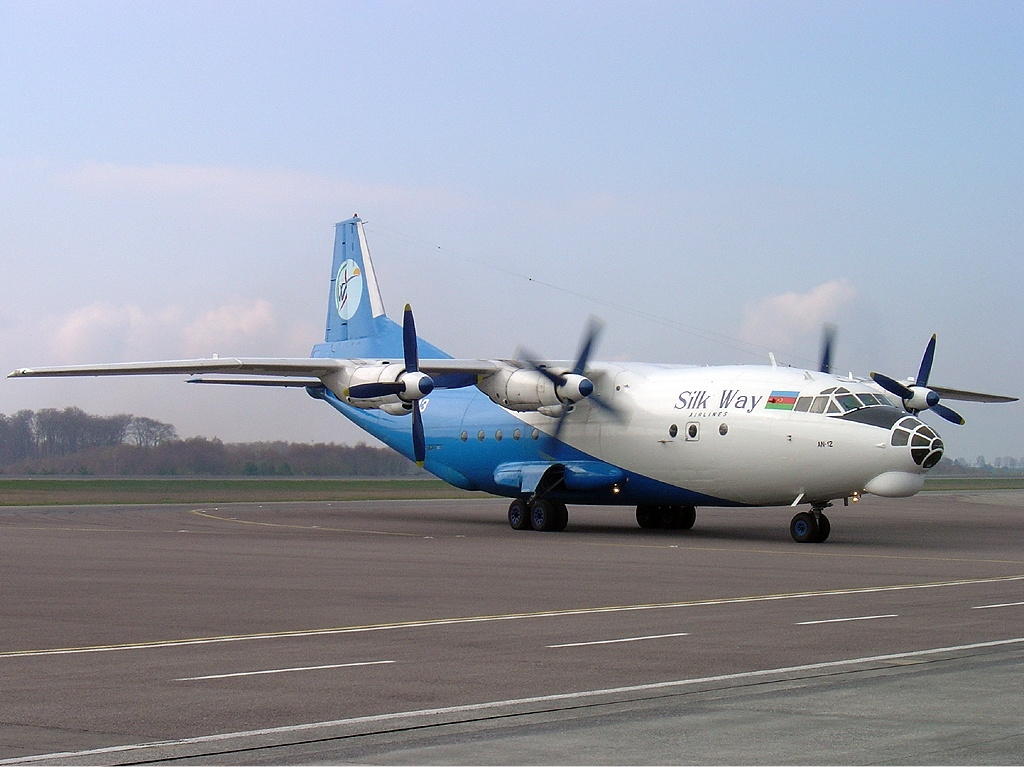
Um Antonov An-12 da Silk Way Airlines no Aeroporto Findel de Luxemburgo em 2004.

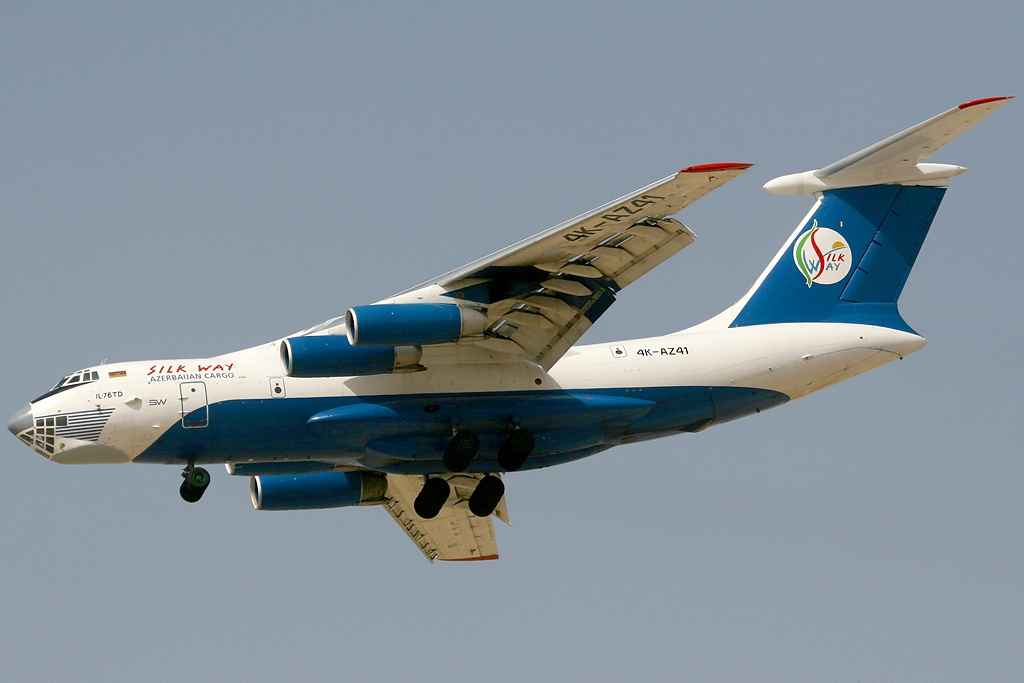
Um Ilyushin Il-76 da Silk Way Airlines na aproximação do Aeroporto Internacional de Dubai em 2010.

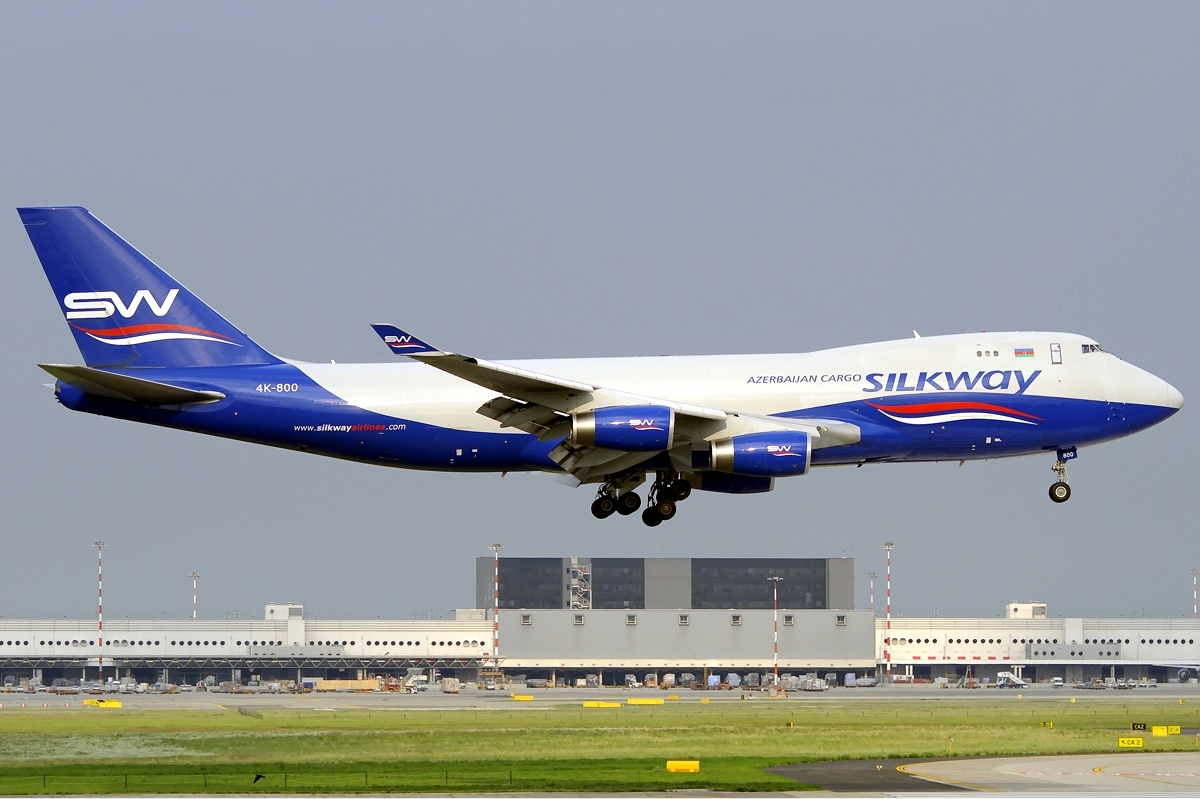
Um Boeing 747-400F da Silk Way Airlines pousando no Aeroporto de Malpensa em 2011.

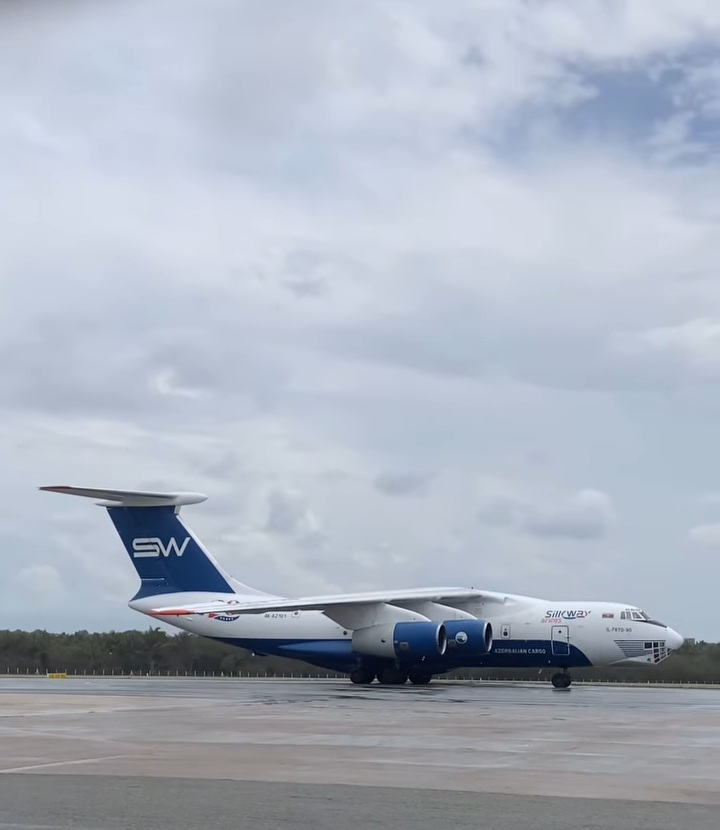
Um Ilyushin II-76 da Silk Way Airlines em visita ao Aeroporto Internacional de São Luís, Maranhão - Brasil, em janeiro de 2024.

A frota da Silk Way Airlines consiste nas seguintes aeronaves cargueiras (Agosto de 2019):
| Aeronaves       | Em Serviço | Ordens | Notas |
| --------------- | ---------- | ------ | ----- |
| Boeing 747-400F | 5          | –      |       |
| Boeing 747-8F   | 5          | –      |       |

### Frota Histórica
A companhia aérea operava anteriormente as seguintes aeronaves:
- Antonov An-12BK
- Antonov An-124-100
- Ilyushin Il-76TD

## Acidentes
A Silk Way Airlines teve 6 acidentes e incidentes, dos quais três tiveram vítimas fatais:
- 7 de novembro de 2002: um Antonov An-12 prefixo 4K-AZ21, operando o Voo Silk Way Airlines 4132, caiu no pouso após ultrapassar a pista no Aeroporto Internacional de Jamena. Todos os 6 tripulantes a bordo, sobreviveram.
- 18 de maio de 2004: um Ilyushin Il-76TD prefixo 4K-AZ27, operado pela Azal Cargo[16] caiu enquanto subia no Aeroporto de Urumqi. Todos os 7 tripulantes a bordo, morreram.
- 14 de setembro de 2004: um Ilyushin Il-76TD prefixo 4K-AZ31, caiu enquanto operava entre Baku-Eindhoven. Todos os 6 tripulantes a bordo, sobreviveram.
- 10 de maio de 2007: um Ilyushin Il-76TD prefixo 4K-AZ41, operando o Voo Silk Way Airlines 4992.
- 6 de julho de 2011: um Ilyushin Il-76TD prefixo 4K-AZ55, caiu enquanto operava entre Baku-Bagram. Todos os 9 tripulantes a bordo, morreram.
- 18 de maio de 2016: um Antonov An-12B prefixo 4K-AZ25, caiu enquanto operava na rota Lashkar Gah-Mary. Dos 9 tripulantes a bordo, 7 morreram.